# Petricordiai Paulinus
Petricordiai Paulinus (5. század) ókeresztény író
Petricordiából (ma Périgueux) származott, 470 körül készített költeményében Tours-i Szent Márton életét dolgozta fel Sulpicius Severus, valamint Perpetuus tours-i püspök munkái nyomán.